# Synaptola nitidipenne
Synaptola nitidipenne là một loài bọ cánh cứng trong họ Cerambycidae.